# Parc d'État J. A. Skinner
Le parc d'État J. A. Skinner (anglais : J. A. Skinner State Park) est un parc d'État du Massachusetts situé dans le comté de Hampshire. Il protège le sommet du mont Holyoke ainsi que les alentours.

## Toponymie
Le nom du parc commémore Joseph Allen Skinner, un industriel et philanthrope local qui acheta l'hôtel au début du XXe siècle et qui légat l'hôtel et les terrains avoisinant en 1940 à la condition que le commonwealth du Massachusetts en fasse un parc d'État.

## Géographie
Le parc a une superficie de 3,41 km2. Il est situé sur les territoires des municipalités de Hadley et de South Hadley, tous deux situés dans le comté de Hampshire. Le parc comprend une bonne partie du mont Holyoke et des terrains avoisinants. Il partage ses limites avec le parc d'État de Mount Holyoke Range à l'est et le parc d'État de Connecticut River Greenway au nord.

### Géologie
Le mont Holoyoke, comme la plus grande partie de Metacomet Ridge, est composée de basalte, une roche volcanique. Elle s'est formée à la fin du Trias lors de la séparation de la Laurasia et du Gondwana, puis de l'Amérique du Nord et de l'Eurasie. La lave émise au niveau du rift s'est solidifiée en créant une structure en mille-feuille sur une centaine de mètres d'épaisseur. Les failles et les séismes ont permis le soulèvement de cette structure géologique caractérisée par de longues crêtes et falaises.

## Milieu naturel
J. A. Skinner est reconnu pour l'observation des oiseaux. Il est possible d'y observer la Paruline azurée (Dendroica cerulea), la Paruline vermivore (Helmitheros vermivorus), le Passerin indigo (Passerina cyanea), le Grand Corbeau (Corvus corax) et le Pygargue à tête blanche (Haliaeetus leucocephalus). Le parc est aussi reconnu pour y voir la migration des rapaces diurne dont la Petite Buse (Buteo platypterus), la Buse à queue rousse (Buteo jamaicensis), la Buse à épaulettes (Buteo lineatus), l'Épervier brun (Accipiter striatus), l'Épervier de Cooper (Accipiter cooperii), l'Autour des palombes (Accipiter gentilis), le Faucon pèlerin (Falco peregrinus) et le Busard Saint-Martin (Circus cyaneus).